# Electrocardia fetal
El electrocardiograma fetal es un registro médico sobre los potenciales eléctricos producidos por el corazón del feto. Las ondas, complejos y segmentos que lo componen son los mismos que componen el electrocardiograma de un adulto. Cuando el corazón del feto se encuentra trabajando, las señales eléctricas producidas por los impulsos cardíacos se propagan a través de los tejidos más cercanos hasta llegar a los tejidos de la madre.

## Durante el embarazo
El electrocardiograma fetal es substancial durante el periodo de embarazo ya que existe una relación estrecha entre la oxigenación del feto y su señal electrocardiográfica, esto se debe a que la frecuencia y la forma de la señal representan una idea de la forma en que el oxígeno se irriga hacia todo el sistema fisiológico del cuerpo. Esta oxigenación es muy importante durante el periodo de gestación ya que tiene consecuencias determinantes en el crecimiento normal del feto y está relacionada con el bienestar y la salud del mismo.
El feto obtiene el oxígeno a través de la placenta la cual a su vez recibe este elemento de la sangre de la madre; cuando se generan contracciones en el útero materno se corta la oxigenación hacia la placenta provocando una disminución significativa de oxígeno para el feto. Esta disminución usualmente se ve balanceada por reservas propias del feto que en la mayoría de los casos es suficiente. Sin embargo, cuando la reserva no es suficiente se generan enfermedades como la hipoxemia, hipoxia o asfixia en el feto, que pueden generar grandes daños cerebrales o inclusive la muerte.

## Métodos de electrocardiografia fetal
Estas señales pueden ser capturadas a través de tres métodos diferentes de electrocardiografía que se presentan a continuación:

### Electrocardiografia fetal directa
Se desarrolla ubicando un electrodo en el cuero cabelludo del feto a través del cuello uterino de la madre. Esta metodología tiene como ventaja la fiabilidad de resultados debido a que el electrocardiograma es obtenido directamente del feto, sin la contaminación de señales biopotenciales de la madre. Por otro lado, la desventaja principal es que su uso se limita al trabajo de parto y debido a que la técnica es altamente invasiva requiere de cuidado sanitario especial para evitar infecciones o enfermedades sobre la madre .

### Electrocardiografía fetal externa sin eliminar el ECG proveniente de la madre
Se lleva a cabo colocando los electrodos sobre el área abdominal de la madre, obteniendo como resultado una mezcla entre el electrocardiograma fetal, el electrocardiograma de la madre y las contracciones uterinas maternas. La señal resultante de esta técnica requiere un complejo análisis morfológico ya que está contaminada por señales externas.

### Electrocardiografía fetal externa eliminando el ECG de la madre
Ésta consiste en obtener el electrocardiograma anterior (señales mezcladas provenientes de la madre y del feto) utilizando un electrodo en la zona abdominal materna y luego adquirir el ECG de la madre mediante un electrodo ubicado en la zona del tórax. Con estas dos señales y mediante el procesamiento correspondiente se logra eliminar la señal materna casi por completo, consiguiendo así la señal electrocardiográfica del feto. La ventaja principal del sistema es la obtención del electrocardiograma fetal sin ruido y la desventaja es que no puede ser utilizado durante el parto debido a las señales electromiográficas generadas por los músculos uterinos maternos en el momento de las contracciones.

### Beneficios
El electrocardiograma fetal es substancial durante el periodo de embarazo ya que existe una relación estrecha entre la oxigenación del feto y su señal electrocardiográfica, esto se debe a que la frecuencia y la forma de la señal representan una idea de la forma en que el oxígeno se irriga hacia todo el sistema fisiológico del cuerpo. Esta oxigenación es muy importante durante el periodo de gestación ya que tiene consecuencias determinantes en el crecimiento normal del feto y está relacionada con el bienestar y la salud del mismo.
El feto obtiene el oxígeno a través de la placenta la cual a su vez recibe este elemento de la sangre de la madre; cuando se generan contracciones en el útero materno se corta la oxigenación hacia la placenta provocando una disminución significativa de oxígeno para el feto. Esta disminución usualmente se ve balanceada por reservas propias del feto que en la mayoría de los casos es suficiente. Sin embargo, cuando la reserva no es suficiente se generan enfermedades como la hipoxemia, hipoxia o asfixia en el feto, que pueden generar grandes daños cerebrales o inclusive la muerte .

### Características de las señales
Electrocardiograma fetal: Tiene una importancia relevante dentro del desarrollo del feto ya que a partir de este se efectúa el diagnóstico previo (alertas de posible presencia de hipoxia, asfixia o hipoxemia). La obtención del electrocardiograma fetal se realiza mediante el método de electrocardiografía maternofetal externa eliminando el ECG materno. La amplitud de esta señal varía entre 100 µV y 150 µV. La frecuencia fetal se encuentra entre 120 lpm (latidos por minuto) y 160 lpm, esta frecuencia es mayor a la presentada por la madre. El electrocardiograma fetal tiene los mismos componentes que el electrocardiograma adulto, y su morfología es bastante similar .
Electrocardiograma materno: Es obtenido ubicando el electrodo superficial en la zona torácica materna; su amplitud es de aproximadamente 1mV y su frecuencia de latidos es menor a la fetal, típicamente entre 60 lpm y 80 lpm, por tratarse de un adulto.
Electrocardiograma materno-fetal: Contiene el electrocardiograma del feto combinado con el de la madre y es adquirido con electrodos superficiales ubicados en la zona abdominal materna. La morfología de esta señal es una mezcla de las dos señales anteriores.